# Allium brevidens
Allium brevidens är en amaryllisväxtart som beskrevs av Aleksei Ivanovich Vvedensky. Allium brevidens ingår i släktet lökar, och familjen amaryllisväxter.

## Underarter
Arten delas in i följande underarter:
- A. b. brevidens
- A. b. pshikharvicum